# Peter Marschall von Bieberstein
Peter Friedrich Wilhelm Ludwig Freiherr Marschall von Bieberstein (* 15. März 1873 in Dresden; † 11. November 1914 in Ypern in Flandern) war ein deutscher Jurist und Landrat des Unterwesterwaldkreises.

## Leben
Peter Marschall von Bieberstein war ein Sohn des preußischen Offiziers Rudolf Freiherr Marschall von Bieberstein (1840–1881) und dessen Ehefrau Elisabeth von Weltzien (1850–1881).
Nach dem Abitur am Görres-Gymnasium Koblenz im Februar 1892 immatrikulierte er sich an der Freiburg i. Br., später in München, Leipzig und Marburg zum Studium der Rechtswissenschaften. 
Seinen Militärdienst als Einjährig-Freiwilliger leistete er beim 5. Badischen Infanterie-Regiment Nr. 113 in Freiburg/Breisgau. Später wurde er Secondelieutenant im 1. Garde-Regiment zu Fuß und verließ die Truppe als Hauptmann der Reserve.
Nach dem ersten juristischen Staatsexamen am 25. April 1896 beim Oberlandesgericht Koblenz (Note Gut) war er als Gerichtsreferendar beim Amtsgericht Weilburg, Landgericht Kassel sowie bei der Staatsanwaltschaft Kassel eingesetzt. Im August 1898 wurde er aus dem Justizdienst entlassen und fand eine Anstellung als Regierungsreferendar bei der Regierung Wiesbaden.
Die Große juristische Staatsprüfung legte er am 13. Juli 1901 mit der Note ausreichend ab und wurde anschließend juristischer Mitarbeiter beim Landratsamt Westhavelland 
Bevor ihm am 4. Juli 1906 die kommissarische Leitung der Verwaltung des Unterwesterwaldkreises übertragen wurde, war er als juristischer Hilfsarbeiter beim Finanzministerium in Berlin, der Regierung in Hannover sowie beim Oberpräsidium Hannover tätig.
Am 12. Februar 1907 wurde er definitiv zum Landrat des Unterwesterwaldkreises bestellt.
Trotz seiner beruflichen Stellung musste er in den Krieg ziehen und verlor bei den Kämpfen um Ypern in der Ersten Flandernschlacht am 21. November 1914 sein Leben.